# قیفک پیترگابریل
قیفک پیترگابریل (نام علمی: Conus petergabrieli) نام یک گونه از سرده قیفک‌ها است.